# Francisation des termes en latin scientifique
Pour les articles homonymes, voir Francisation (homonymie).
 (signalé en juin 2025).
Si vous disposez d'ouvrages ou d'articles de référence ou si vous connaissez des sites web de qualité traitant du thème abordé ici, merci de compléter l'article en donnant les références utiles à sa vérifiabilité et en les liant à la section « Notes et références ».
- Archive Wikiwix
- Bing
- Cairn
- DuckDuckGo
- E. Universalis
- Gallica
- Google
- G. Books
- G. News
- G. Scholar
- Persée
- Qwant
- (zh) Baidu
- (ru) Yandex
- (wd) trouver des œuvres sur Wikidata

 (septembre 2016).
Améliorez-le ou discutez des points à vérifier. 
La nomenclature des sciences du vivant est établie en latin. Les noms binominaux (genre, espèce) sont au nominatif singulier alors que les taxons supérieurs (tribus, familles, ordres, classes, etc.) sont au pluriel.
La langue française, fille du latin, est particulièrement bien placée pour s’approprier ces termes de la hiérarchie taxinomique. Leur francisation est conforme à l'usage retenu pour les emprunts modernes au latin. Les  flexions suivent, avec quelques méprises, les règles qui ont régi la formation de la langue française à partir de l'accusatif. Les radicaux sont en revanche plus fidèles au latin. On note aussi quelques transcriptions phonétiques de la prononciation du mot latin au nominatif pluriel. Le tableau ci-après distingue donc les correspondances latin-français selon qu'elles sont étymologiques ou phonétiques.

## Tableau des correspondances
| latin, grec nom. sing., plur. | latin, grec nom. sing., plur. | latin, grec nom. sing., plur. | correspondance étymologique | transcription phonétique | anglais                                        | application                              | exemples     |
| ----------------------------- | ----------------------------- | ----------------------------- | --------------------------- | ------------------------ | ---------------------------------------------- | ---------------------------------------- | ------------ |
| -a, -ae                       | -a, -ae                       | -a, -ae                       | -e(s)                       | -é(s)                    |                                                |                                          |              |
|                               | -ida, -idae                   | -ida, -idae                   |                             | -idé(s)                  | -id(s)                                         | famille zoologique sous-classe botanique | Bovidae      |
| -ina, -inae                   | -ina, -inae                   |                               | -iné(s)                     | -ine(s)                  | sous-famille zoologique sous-tribu (bactéries) | Caprini                                  |              |
| -ea, -eae                     | -ea, -eae                     | -ée(s)                        |                             |                          | tribu botanique                                |                                          |              |
|                               | -inea, -ineae                 | -inée(s)                      |                             |                          | sous-ordre botanique                           |                                          |              |
| -acea, -aceae                 | -acée(s)                      |                               |                             | famille botanique        | Liliaceae                                      |                                          |              |
| -oidea, -oideae               | -oïdée(s)                     |                               | -oid(s)                     | sous-famille botanique   | Faboideae                                      |                                          |              |
| -phycea, -phyceae             | -phycée(s)                    |                               |                             | classe (algues)          | Chlorophyceae                                  |                                          |              |
| ∅ / -s / -is, -ēs             | ∅ / -s / -is, -ēs             | ∅ / -s / -is, -ēs             | -e(s)                       |                          |                                                |                                          | Primates     |
|                               | -alis, -alēs                  | -alis, -alēs                  | -ale(s)                     |                          |                                                | ordre botanique                          | Asparagales  |
| -fōrmis, -fōrmēs              | -fōrmis, -fōrmēs              | -forme(s)                     |                             | -form(s)                 | ordre zoologique                               | Anseriformes                             |              |
| -mycetēs                      | -mycetēs                      | -mycète(s)                    |                             |                          | classe (champignons)                           | Saccharomycetes                          |              |
| -ō, -onēs                     | -ō, -onēs                     | -on(s)                        |                             | -on(s)                   |                                                | Faucon                                   |              |
| -on / -um, -a                 | -on / -um, -a                 | -on / -um, -a                 | -e(s)                       |                          | -(s)                                           |                                          | Foraminifera |
|                               | -atum, -ata                   | -atum, -ata                   | -é(s)                       |                          | -ate(s)                                        |                                          | Chordata     |
| -idum, -ida                   | -idum, -ida                   | -ide(s)                       |                             | -id(s)                   |                                                | Sauropsida                               |              |
| -kon/-cum, -ca                | -kon/-cum, -ca                | -que(s)                       |                             | -c(s)                    |                                                | Mollusca                                 |              |
| (-morphê) -morpha             | (-morphê) -morpha             | -morphe(s)                    |                             | -morph(s)                |                                                | Coelacanthimorpha                        |              |
| (-poús) -poda                 | (-poús) -poda                 | -pode(s)                      |                             | -pod(s)                  |                                                | Gastropoda                               |              |
| -pterón, -ptera               | -pterón, -ptera               | -ptère(s)                     |                             | -pter(s)                 |                                                | Hymenoptera                              |              |
| -zoón, -zoa                   | -zoón, -zoa                   | * -zoaire(s)                  |                             |                          |                                                | Hydrozoa                                 |              |
| -mycota                       | -mycota                       | * -mycète(s)                  |                             |                          | embranchement (champignons)                    | Ascomycota                               |              |
| -oidea                        | -oidea                        | * -oïdé(s)                    |                             |                          | super-ordre[réf. nécessaire] zoologique        | Myxinoïdés                               |              |
| -ium, -ia                     | -ium, -ia                     | -ie(s)                        |                             |                          |                                                | Bactérie                                 |              |
|                               | -pedia                        | * -pède(s)                    |                             | -ped(s)                  |                                                | Cirripedia                               |              |
| -arium, -aria -areum, -area   | -aire(s)                      |                               |                             | infra-ordre botanique    | Cnidaria Acantharia                            |                                          |              |
| -allium, -allia               | -ail / -aux                   |                               | -al(s)                      |                          | Octocorallia                                   |                                          |              |
| -branchia                     | -branche(s)                   |                               | -branch(s)                  |                          | Nudibranchia                                   |                                          |              |
| -us, -i                       |                               |                               |                             |                          |                                                |                                          |              |
|                               | après t, l, n                 | après t, l, n                 | -(s)                        |                          | -(s)                                           |                                          | Balanins     |
| ailleurs                      | ailleurs                      | -e(s)                         |                             | -(s)                     |                                                | Ornithorynques Placodermes               |              |
| -ius, -ii                     | -ius, -ii                     | *                             |                             |                          |                                                | Actinopterygii                           |              |

* irrégulier